# サム・ペキンパー
サム・ペキンパー（Sam Peckinpah, 1925年2月21日 - 1984年12月28日）は、アメリカ合衆国の映画監督。代表作に『ワイルドバンチ』、『わらの犬』、『ゲッタウェイ』、『ガルシアの首』、『戦争のはらわた』など。
アメリカ本国ではその残酷な作風から「血まみれのサム」（原文：Bloody Sam）と呼ばれた。

## 経歴
サム・ペキンパーは1925年2月21日にカリフォルニア州フレズノで生まれた。本人はインディアンの血を引いていると自慢していたが、実際はドイツ系移民の子孫で、一族の本来の苗字はベッケンバッハ（Beckenbach）だったが、米国に移民してからペキンパー（Peckinpaugh）と改め、曾祖父の代からPeckinpahとなった。少年時代は読書好きで繊細な性格だったという。
第二次世界大戦では海兵隊として従軍する。戦後南カリフォルニア大学に入学し、そこで演劇を学んだ。卒業後しばらく舞台演出家として活動する。その後テレビ局の裏方としてスタジオに入り、ドン・シーゲルのもとに弟子入りする。『ガンスモーク』、『ライフルマン』、『風雲クロンダイク』といった脚本がテレビ局に買われ、西部劇のテレビシリーズのディレクターになった。
ペキンパーが初めて監督した劇場映画は、『荒野のガンマン』（1961年）である。翌年に公開された『昼下りの決斗』（1962年）で監督としての力量を認められたものの、『ダンディー少佐』（1965年） では編集権をめぐりプロデューサーと衝突、以後しばらく映画界から干されてしまった。しかしテレビ映画『昼酒』（1966年）での優れた演出が認められ、無事復帰することになる。
『ワイルドバンチ』（1969年） では、スローモーション撮影を多用とした独特のバイオレンス描写でアクション映画に新境地を切り開いた。その反面、一般客や保守的な批評家からは、その過激な暴力表現に対する批判を招いた。『砂漠の流れ者/ケーブル・ホーグのバラード』（1970年）はペキンパーによってベスト・フィルムであることを宣言された作品であり、彼の穏やかな一面が見られる。『わらの犬』（1971年）はペキンパー作品でも特に暴力描写が激しい作品で、公開後物議を醸した。ウォルター・ヒル 脚本の『ゲッタウェイ』（1972年）は人気俳優スティーブ・マックイーンを主役に迎え大ヒットを記録。マックイーンとアリ・マッグローは、共演後結婚している。
『ビリー・ザ・キッド/21才の生涯』（1973年）はボブ・ディランが音楽を担当した。ペキンパー本人も棺桶屋の役で出演している。『ガルシアの首』（1974年） はアメリカでは惨敗したが、日本ではヒットした。また、その次の監督作品『キラー・エリート』（1975年）『戦争のはらわた』（1977年）もアメリカでは興行的にいまひとつだったが、オーソン・ウェルズやマーティン・スコセッシらに絶賛された作品でもある。
監督として精力的に活動を続ける半面、ペキンパーの体は徐々にアルコールや麻薬で蝕まれていた。『コンボイ』（1978年）はペキンパーのキャリアで最大のヒット作となったものの、撮影中にスタジオでの素行のわるさが映画会社に嫌われてしばらく監督業から遠ざけられてしまう。結局その5年後の『バイオレント・サタデー』（1983年）が最後の監督作品となった。
1984年12月28日に59歳で死去。死因は心不全だった。

## 監督としての特徴
バイオレンス映画、アクション映画の原点にして頂点とも言える作品を数多く世に送り出した。また、滅びゆく西部の男たちを哀切の込もった視線で描き続けたことから、「最後の西部劇監督」、もしくは「西部劇の破壊者」と呼ばれる。同時期のマカロニ・ウェスタンの巨匠セルジオ・レオーネと同様、西部に対する深い愛と、失われてゆく西部への哀愁が漂う作品が多かった。
予算やスケジュールを度外視してまで作品の完成度を追求し、気に入らないことがあれば関係者を容赦なく叱咤した。そのため製作者や出演者と事あるごとに衝突し、特に晩年は会社側からは扱いづらい監督として冷遇され続けた。また、私生活でも過度の飲酒や麻薬常用などの問題を抱えていた。それは誰にも自分の心情を理解してもらえず、生涯つきまとった孤独ゆえとも言える。晩年は実年齢と比べてかなり老け込んだ風貌とも言われる。ペキンパーの作品は、本人自身の経験や人生が色濃く反映したものである。ペキンパー映画の常連俳優であるL・Q・ジョーンズは、同じ作品を14本も撮ったと語った。それぐらいペキンパーの作品は、彼自身の性格を表したような作品が多いということである。
ペキンパーはスローモーションや細かいカットを自在に編集するセンスで、映画中に過激な暴力描写を生み出した。ペキンパー独自の演出は、マカロニ・ウェスタンや同じ暴力派のドン・シーゲルの影響を受けたと言われた。また、斬新な映像表現はジョン・ウーやクエンティン・タランティーノ、ジョニー・トーに代表されるフィルム・ノワール的な作品やウォシャウスキー兄弟の『マトリックス』など、今日に至るまでのアクション映画における表現手法に多大な影響を及ぼした。
ペキンパー曰く、映画人生を通じて影響を受けた監督はドン・シーゲル、ジョン・フォード、黒澤明とのことである。特に黒澤の『羅生門』はこれまで作られた映画の中で最も優れた作品、とインタビューの中で語っている。

## 評価
- 俳優の高倉健はインタビューで、ペキンパーを好きな監督に挙げ、ペキンパー監督作品『キラー・エリート』への出演オファーがあったというエピソードを披露した[6]。
- アニメーション演出家で映画監督の押井守は自身の著書で「ワイルドバンチ」と「わらの犬」「戦争のはらわた」を自身のベスト作品に入れているが、自身の評だけでなく北野武（ビートたけし）やニコラス・ウィンディング・レフンもペキンパーの影響を強く受けていることを指摘[7]。
- 映画評論家であるロジャー・イーバートは、自身の「偉大な映画」のリストに『ガルシアの首』を含めている。
- 『アシュラ』や『ゲノムハザード ある天才科学者の5日間』などで知られる韓国のキム・ソンスは、インタビューで偉大な監督の1人にペキンパーの名を挙げている[8]。
- アニメーション演出家や映画監督としても活動する大友克洋はペキンパー作品などのアメリカン・ニューシネマに強い影響を受けたことで知られている[9][10]。
- アニメーション関連のクリエイターでは、アニメ監督の渡辺信一郎が『映画秘宝』と『オトナアニメ』の合同インタビュー本で、『ダーティハリー』と『燃えよドラゴン』を別格の2本とした上で「自身のベスト10（「禍々しい映画」10本）」にペキンパー『ガルシアの首』を入れている[11]。同誌のインタビューに答えた會川昇もペキンパー『ビリー・ザ・キッド/21才の生涯』をベスト10に入れている[12]。
- ラッパーの宇多丸はトー監督アンソニー・ウォン主演の『エグザイル/絆』に、ペキンパーの『ワイルドバンチ』や『ビリー・ザ・キッド/21才の生涯』の影響があることを指摘した[13][14]。また、ペキンパーを敬愛する井筒和幸が、ゲスト出演した際に井筒と共に、ペキンパー『ゲッタウェイ』を含めた作品を語っている。なお、この時に井筒は自身が監督した映画『黄金を抱いて翔べ』に影響を与えた犯罪映画の名作5作品の1つに『ゲッタウェイ』を挙げており、今でも年に2,3回は見る作品の1つであるとも述べている[15]。
- 俳優の寺島進は自身の映画コラムでペキンパー『ワイルドバンチ』を好きな映画の1つとして取り上げている[16]。
- 俳優の斎藤工は他の作品と共にペキンパーの『ガルシアの首』を鑑賞し、絶賛して好きな映画の一本に挙げている[17]
- 映画監督・小説家・漫画家のきうちかずひろもペキンパーの大ファンであり『映画秘宝』等のインタビューなどで、よくペキンパーの名を出してリスペクトを公言している。
- ラジオ番組『スカパー! 日曜シネマテーク』にコメント出演した辻仁成は自身の「映画ベスト3」を選ぶ企画で、ペキンパー『わらの犬』を自身の映画ベスト3に選んだ[18]。
- 俳優の長塚京三は著書『破顔』でペキンパーやアーネスト・ボーグナインやウォーレン・オーツといったペキンパー組の役者にリスペクトを捧げている[19]。
- 俳優で映画監督「OZAWA」こと小沢仁志は『キネマ旬報 1999年10月上旬特別号 NO.1293映画人が選ぶオールタイムベスト100（外国映画篇）』『キネマ旬報1999年10月下旬号NO.1294映画人が選んだオールタイムベスト100（日本映画篇）』のアンケートで洋画ではペキンパー『ワイルドバンチ』などを選び、脚本家の野沢尚も同誌の同企画で洋画ではペキンパー『わらの犬』『ゲッタウェイ』などを、君塚良一は同企画で洋画ではペキンパーの『わらの犬』などを選び、映画美術家の種田陽平は『ガルシアの首』を選んだ。

## 作品
- 1955年 『ガンスモーク』（TVシリーズ）監督
- 1956年 『ボディ・スナッチャー/恐怖の街』 脚本/出演
- 1958年 『ライフルマン』（TVシリーズ）監督
- 1960年 『遥かなる西部』（TVシリーズ）監督
- 1960年 『風雲クロンダイク』（TVシリーズ）監督
- 1961年 『荒野のガンマン』 - The Deadly Companions　監督
- 1962年 『昼下りの決斗』 - Ride the High Country　監督
- 1965年 『ダンディー少佐』 - Major Dundee　監督/脚本
- 1965年 『栄光の野郎ども』脚本
- 1966年 『昼酒』（TV映画）監督
- 1968年 『戦うパンチョビラ』脚本
- 1969年 『ワイルドバンチ』 - The Wild Bunch　監督/脚本
- 1970年 『砂漠の流れ者/ケーブル・ホーグのバラード』 - The Ballad of Cable Hogue　監督/製作
- 1971年 『わらの犬』 - Straw Dogs　監督/脚本
- 1972年 『ジュニア・ボナー/華麗なる挑戦』 - Junior Bonner監督
- 1972年 『ゲッタウェイ』 - The Getaway監督
- 1973年 『ビリー・ザ・キッド/21才の生涯』 - Pat Garret and Billy the Kid監督/出演
- 1974年 『ガルシアの首』 - Bring Me the Head of Alfred Garcia　監督/脚本
- 1976年 『キラー・エリート』 - The Killer Elite監督
- 1977年 『戦争のはらわた』 - Cross of Iron　監督
- 1978年 大東紡績グループ『ロッキンガム』（TVコマーシャル）演出
- 1978年 『コンボイ』 - Convoy監督
- 1979年 『ザ・ビジター』 - The Visitor出演
- 1983年 『バイオレント・サタデー』 - The Osterman Weekend監督

番外
- ミスター・ノーボディ 墓標のみ、クレジット無し